# 与儀公園

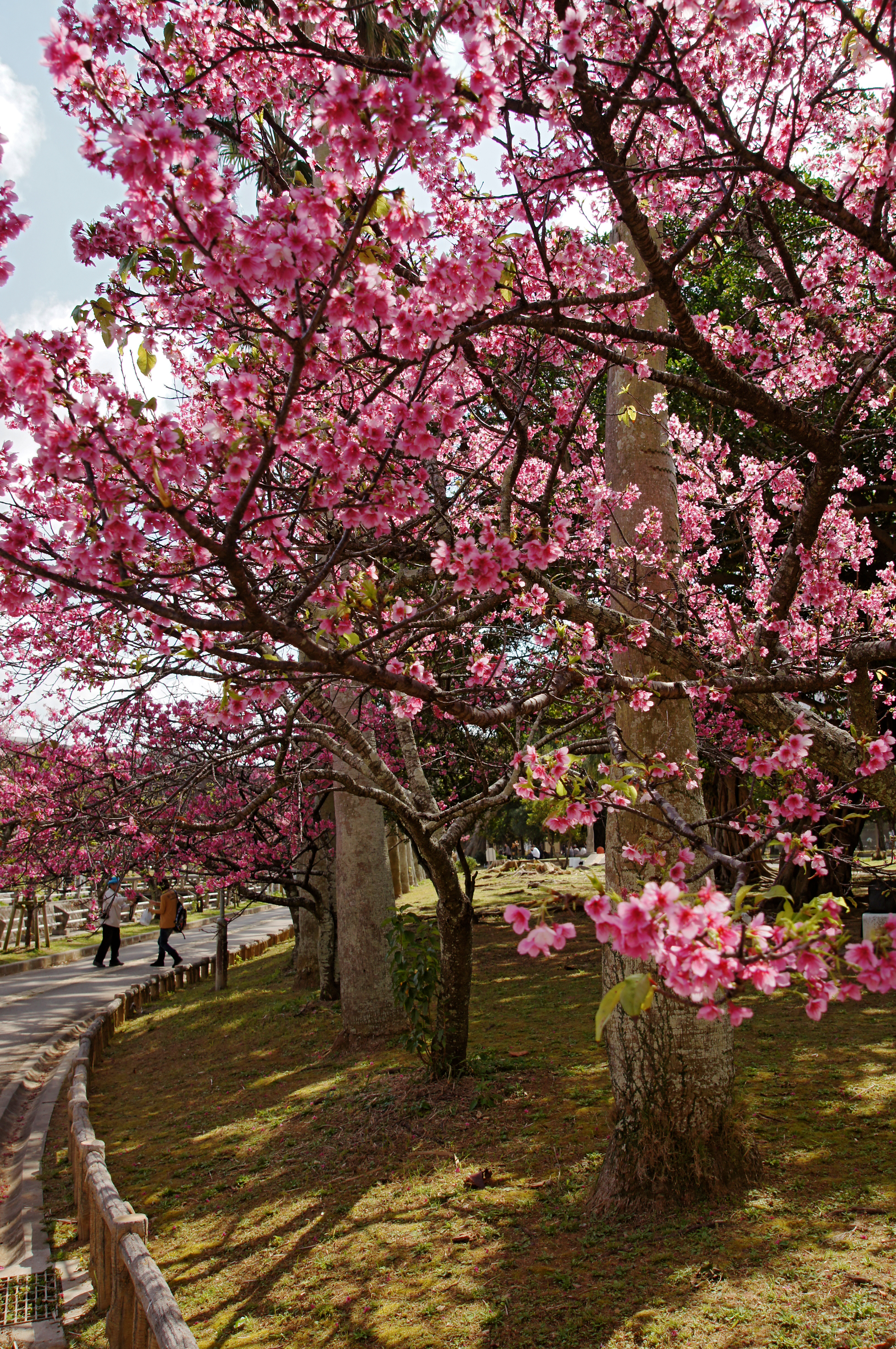
カンヒザクラの並木

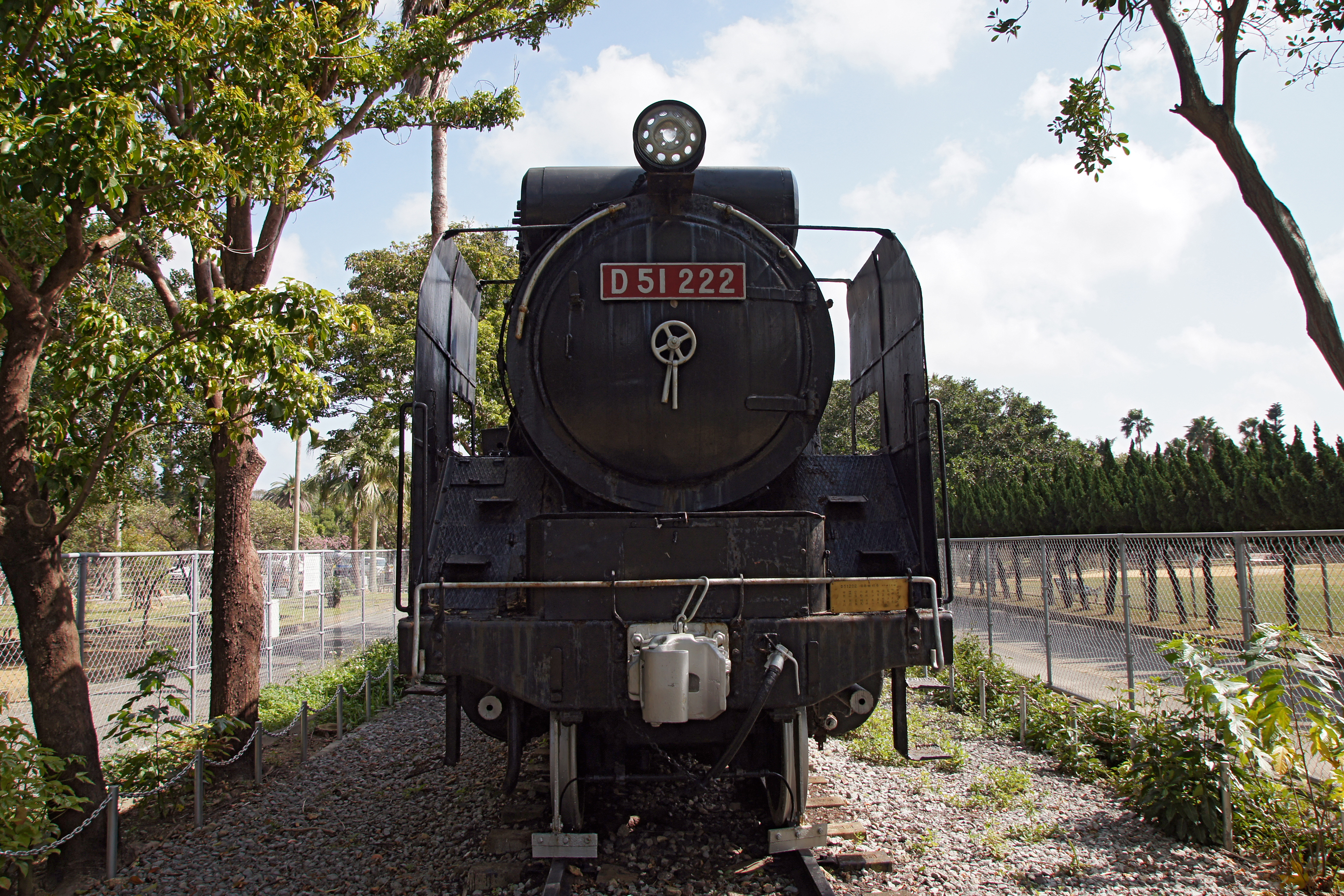
D51形蒸気機関車

与儀公園（よぎこうえん）は沖縄県那覇市にある都市公園（近隣公園）である。那覇を代表する桜（カンヒザクラ）の名所である。

## 概要
1956年（昭和31年）に都市計画が決定された那覇市最初の都市計画公園15の一つである。国道330号与儀交差点の東に位置し、沖縄県立図書館、那覇市立図書館と隣接する。
園内には、ガジュマルやヤシの巨木に加え、ガーブ川沿いの遊歩道を中心に400本以上のカンヒザクラが植栽されており、毎年2月初頭には「那覇桜祭り」が当地で開催される。広場、野外ステージが整備されている。
園内の一角にD51形蒸気機関車（D51 222）が保存展示されている。現役時代は宮崎県の南延岡機関区に所属していた車両で、国鉄職員の呼びかけにより募金で約1400万円の費用を集め、1973年（昭和48年）に九州から航送され設置された。

## 施設
- 広場
- 野外ステージ会場 - 面積790平方メートル、850人収容
- D51形蒸気機関車静態展示

## 交通アクセス
- ゆいレール 安里駅、または牧志駅下車、徒歩で約15分。
- 「与儀十字路」バス停または「赤十字病院前」バス停より徒歩ですぐ。

## 周辺
- 那覇市立図書館（隣接）
- 那覇警察署
- 沖縄赤十字病院
- 沖縄県立看護大学
- 壺屋